# 시마타니 세이시로
시마타니 세이시로(일본어: 嶋谷 征四郎, 1938년 11월 6일 ~ 2001년 10월 24일)는 일본의 전 축구 선수이다.

## 국가대표팀 경력
그는 1959년 1월11일 싱가포르과의 경기에서 일본 국가대표팀에 데뷔했다.

## 통계
| 일본 | 일본 | 일본 |
| 연도 | 출전 | 득점 |
| ---- | ---- | ---- |
| 1959 | 1    | 0    |
| 통산 | 1    | 0    |